# Dirac (videocodec)
Dirac is een open source video-codec ontwikkeld door de BBC. De bedoeling van de codec is het door gesloten en vaak zelfs gepatenteerde videoformaten geplaagde multimedialandschap een open standaard te bieden. De BBC overweegt op den duur alle beeldmateriaal dat zij aanbiedt in het Diracformaat aan te bieden om het gebruik van de Diraccodec te verzekeren.
Dirac maakt gebruik van door de BBC ingediende patenten, maar de BBC geeft iedereen belangeloos gebruiksrechten op deze patenten bij het gebruik van de Diraccodec.
De codec is vernoemd daar de Britse natuurkundige Paul Dirac, hetgeen volgens de BBC niet om een specifieke reden gedaan is.